# Planes (Comtat)
Planes, també anomenat Planes de la Baronia, és un municipi del País Valencià situat a la comarca del Comtat. El municipi inclou les pedanies de Benialfaquí, Catamarruc i Margarida.

## Història

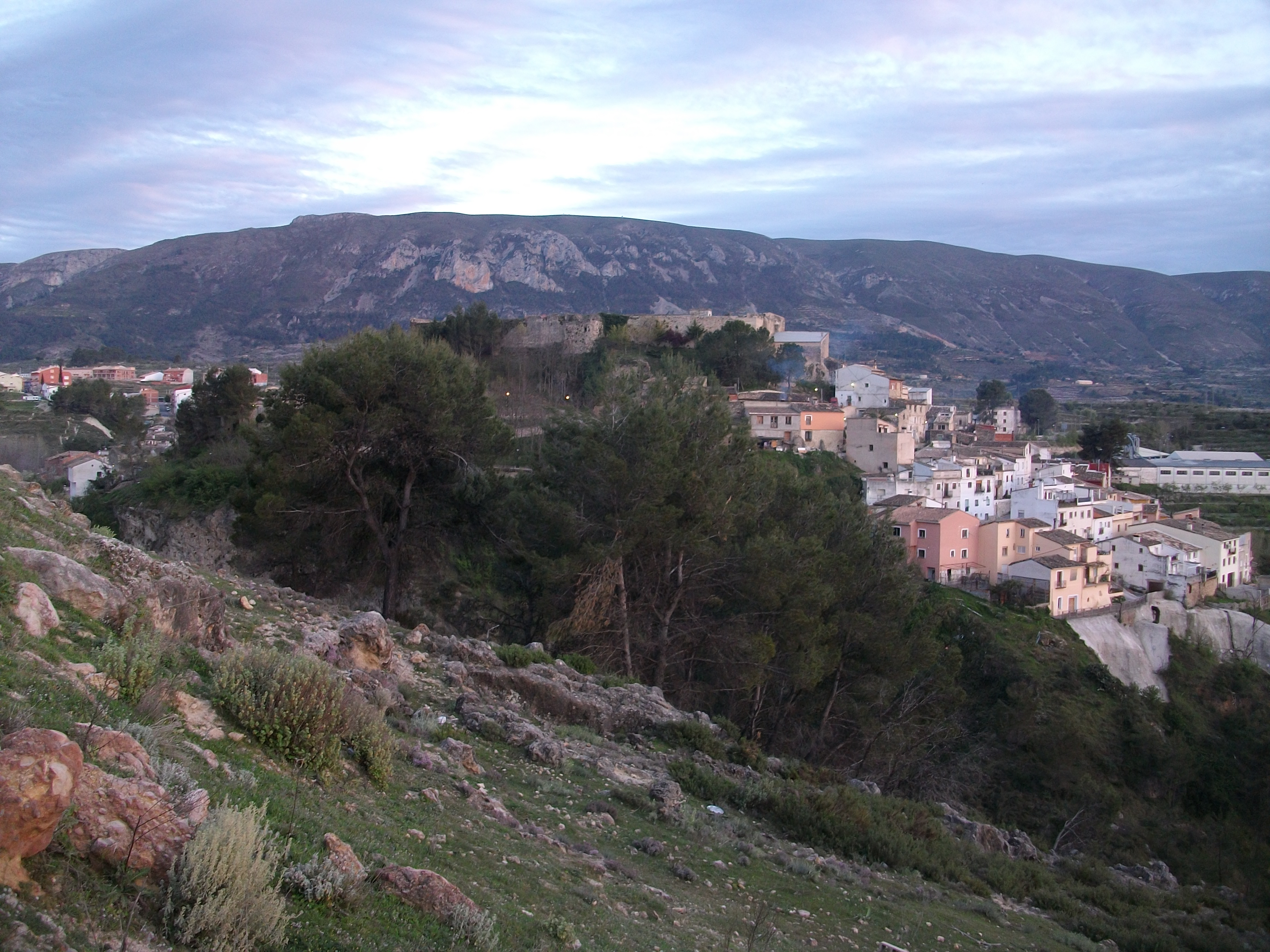
Vista de Planes

El topònim fa referència a "lloc pla". Castell d'origen musulmà, aixecat sobre un poblat de l'edat del bronze. Passà a poder de Jaume I en l'any 1245 i fou integrat en el comtat de Cocentaina mitjançant el pacte de vassallatge efectuat amb el cabdill musulmà Al-Azraq.
El 1276 passa a ser propietat de Teresa Gil de Vidaure i a son fill Jaume, senyor de Xèrica, qui, dos anys després, atorga la carta pobla. Fins a l'any 1245 pertanyerà al senyoriu de Cocentaina després del matrimoni del segon Jaume de Xèrica amb Beatriu de Lauria i Lanza. La baronia de Planes incloïa les alqueries d'Almudaina, Benialfaquí, Catamarruc i Margarida. Des de 1594 pertanyé als ducs de Maqueda, els quals, el 1611, establiren una carta de poblament amb condicions lleonines. El 1796 els ducs d'Arcos van vendre-se-les al marques de Cruïlles.

## Demografia i economia
La població ha disminuït des de l'inici del segle xx, en què tenia 1.654 habitants, fins a arribar a 2004 a 794 planers, coneguts amb el gentilici de planers. És un poble agrícola amb una notable especialització en el cultiu de la cirera malgrat que també es dona el cultiu dels típics productes del secà mediterrani: l'olivera i l'ametlla.
Un 6,56% de la seua població és nascuda fora de l'estat espanyol, en la seua pràctica totalitat provinent del continent europeu.
| Població | 1.654 | 1.533 | 1.540 | 1.589 | 1.399 | 1.408 | 1.204 | 1.051 | 919 | 742 | 815 | 793 | 799 |

## Geografia

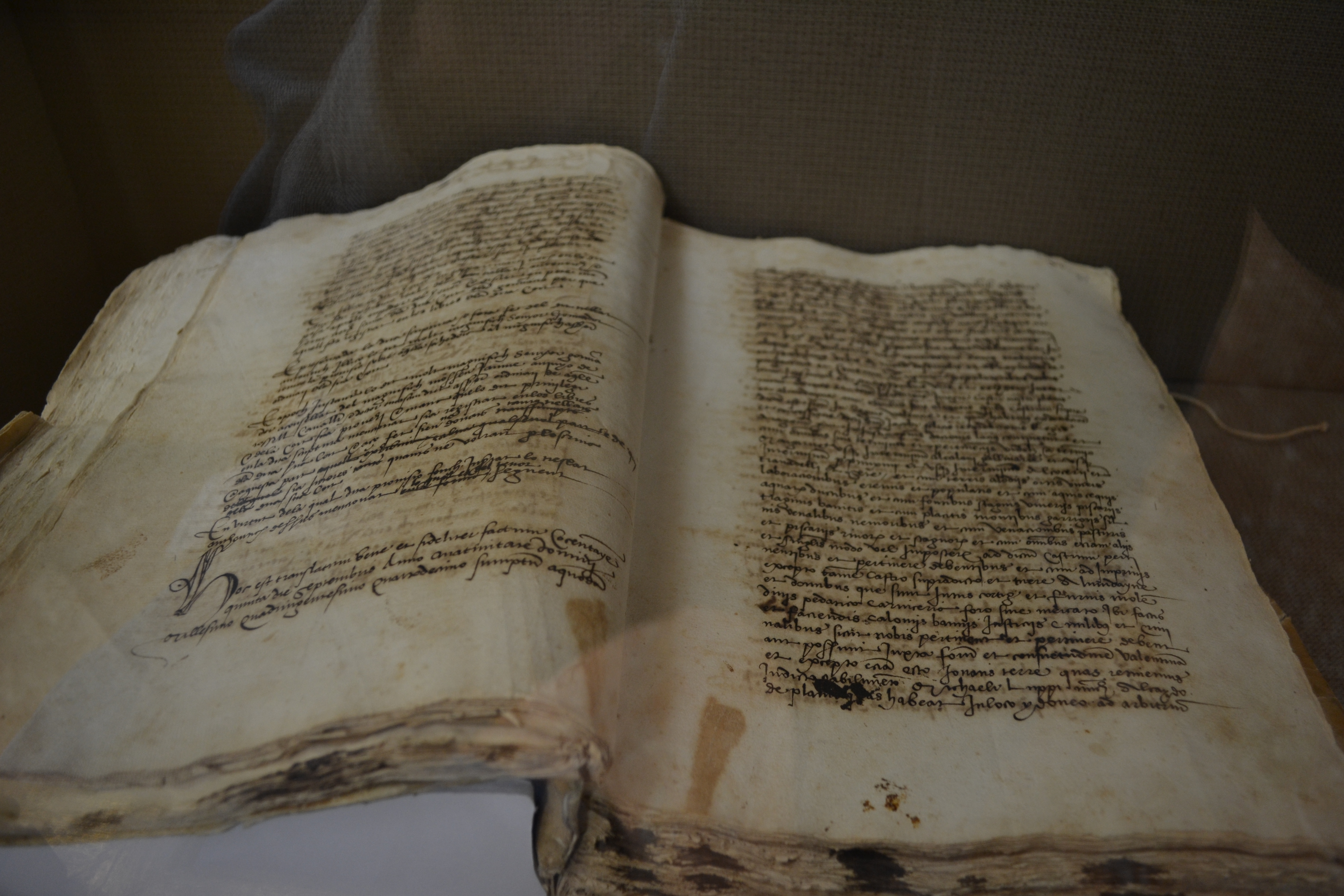
Carta pobla de Planes i Almudaina (1278).

Planes està assentat en la vall que formen les serres l'Almudaina, Xarpolar, Cantacuc i l'Albureca. Té un terme municipal de 38,5 km² de superfície, on es troben els barrancs del Sofre i de l'Encantà, tributaris del riu Serpis, els quals acullen els paratges més interessants del terme.
Els vestigis àrabs es conserven tant al nucli urbà com en les restes d'un dels pantans més antics d'Europa o a l'aqüeducte i la resta de construccions necessàries per a l'explotació agrícola, com ara el molí de l'Encantà. De la resta del patrimoni destacquen:
- Castell de Planes: Amb vestigis del segle xii.
- Castell de Margarida: Un dels més inaccessibles del País. Es troba en estat de ruïna.
- Església de l'Assumpció: Construïda sobre la mesquita en el segle xviii.
- Església de Sant Joan Baptista, de Benialfaquí.
- Església de Sant Francesc, de Margarida.
- Església de Sant Josep, de Catamarruc
- Molí de l'Encantada
- Molí de la Font de l'Or
- Aqüeducte medieval
- Llavador de la Font Nova.

## Política
En les eleccions del 2003 el PP obtingué 3 regidors, el mateix nombre que el PSPV; UC-CDS en tragué 1. A meitat legislatura el PP i l'UC-CDS feren una moció de censura que li donà el poder als populars.
En les eleccions del 2007 el PP aconseguí 5 regidors, i el PSPV 2, resultat que es va repetir quatre anys després.

### Alcaldia
Des de 2003 l'alcalde de Planes és Francisco Javier Sendra Mengual del Partit Popular (PP).
| Període                       | Alcalde o alcaldessa                              | Partit polític | Data de possessió     | Observacions        |
| ----------------------------- | ------------------------------------------------- | -------------- | --------------------- | ------------------- |
| 1979–1983                     | Eugenio Oltra Llorens                             | UCD            | 19/04/1979            | --                  |
| 1983–1987                     | Francisco Juan Giménez                            | AP-PDP-UL-UV   | 28/05/1983            | --                  |
| 1987–1991                     | Francisco Juan Giménez                            | AP             | 30/06/1987            | --                  |
| 1991–1995                     | Josep Alfons Llorenç Gadea                        | PSPV-PSOE      | 15/06/1991            | --                  |
| 1995–1999                     | Josep Alfons Llorenç Gadea                        | PSPV-PSOE      | 17/06/1995            | --                  |
| 1999–2003                     | Mónica Ana Umbert Blanes Juan Vilaplana Vilaplana | PSPV-PSOE PP   | 03/07/1999 15/02/2002 | Moció de censura -- |
| 2003–2007                     | Francisco Javier Sendra Mengual                   | PP             | 14/06/2003            | --                  |
| 2007–2011                     | Francisco Javier Sendra Mengual                   | PP             | 16/06/2007            | --                  |
| 2011–2015                     | Francisco Javier Sendra Mengual                   | PP             | 11/06/2011            | --                  |
| 2015–2019                     | Francisco Javier Sendra Mengual                   | PP             | 13/06/2015            | --                  |
| 2019-2023                     | Francisco Javier Sendra Mengual                   | PP             | 15/06/2019            | --                  |
| Des de 2023                   | n/d                                               | n/d            | 17/06/2023            | --                  |
| Fonts: Generalitat Valenciana |                                                   |                |                       |                     |

## Personatges destacats
- Joan Andrés i Morell (1740 - 1817), sacerdot jesuïta, humanista, historiador i crític literari de la Il·lustració, autor de la primera història de la literatura universal i comparada.
- Alfons Llorenç i Gadea (1951-2024), periodista i investigador.